# 達吉斯坦蘇維埃社會主義自治共和國
達吉斯坦蘇維埃社會主義自治共和國（俄语：Дагестанская Автономная Советская Социалистическая Республика）是蘇聯自治共和國之一。達吉斯坦位於北高加索地區，地形多山。現在達吉斯坦蘇維埃社會主義自治共和國已變為俄羅斯的達吉斯坦共和國。